# Auto-GP-World-Series-Saison 2012
Die Auto-GP-World-Series-Saison 2012 war die 14. Saison der Rennserie, die zum dritten Mal unter dem Namen Auto GP veranstaltet wurde. Erstmals wurde der Zusatz World Series verwendet. Damit spiegelt auch der Name wider, dass erstmals Rennen außerhalb Europas ausgetragen wurden.

## Regeländerungen

### Technische Änderungen
Die Autos verfügen ab der Saison 2012 über einen Overboost-Knopf. Bei Betätigung dieses Knopfes wird die Leistung kurzfristig um 50 bhp erhöht. Pro Rennen kann ein Fahrer zehn Mal diese Extraleistung abrufen.
Kumho Tire löste Michelin zur Saison 2012 als Reifenlieferant ab. Es wurden an jedem Rennwochenende zwei Mischungen (Prime und Option) bereitgestellt, die im Laufe eines trockenen Rennwochenendes beide eingesetzt werden mussten.

### Sportliche Änderungen
Das zweite Rennen ist ab der Saison 2012 genauso lang wie das erste Rennen. Darüber hinaus musste auch in diesem Rennen ein Pflichtboxenstopp absolviert werden. Die Startaufstellung wurde weiterhin nach dem reversed grid-Verfahren ermittelt, das heißt, dass die besten acht Piloten des ersten Rennens in umgekehrter Reihenfolge starteten und die restlichen Positionen nach dem Rennergebnis vergeben wurden. Daher wurden im zweiten Rennen weiterhin reduzierte Punkte vergeben, wobei das Punktesystem für dieses Rennen modifiziert wurde. Wie im ersten Rennen erhielten auch hier die besten zehn Fahrer Punkte. Zuvor wurden nur Punkte an die ersten acht Fahrer vergeben. Das Punktesystem für dieses Rennen war 20-15-12-10-8-6-4-3-2-1.

## Teams und Fahrer
Alle Piloten fuhren mit dem Lola-Chassis B05/52, Motoren von Zytek und Reifen von Kumho.
| Team                    | Nr. | Fahrer              | Rennwochenende |
| ----------------------- | --- | ------------------- | -------------- |
| Campos Racing           | 01  | Facu Regalía        | 1–5            |
| Campos Racing           | 01  | Pippa Mann          | 7              |
| Campos Racing           | 02  | Giuseppe Cipriani   | 1–7            |
| Campos Racing           | 03  | Max Snegirjow       | 1–7            |
| SuperNova International | 10  | Adrian Quaife-Hobbs | 1–7            |
| SuperNova International | 11  | Víctor Guerin       | 1–5            |
| Ombra Racing            | 23  | Adderly Fong        | 1, 4           |
| Ombra Racing            | 23  | Yann Cunha          | 2, 3           |
| Ombra Racing            | 23  | Antonio Pizzonia    | 6              |
| Ombra Racing            | 23  | Antonio Spavone     | 7              |
| Ombra Racing            | 45  | Giancarlo Serenelli | 1–5, 7         |
| Ombra Racing            | 45  | Rafael Suzuki       | 6              |
| Manor MP Motorsport     | 32  | Daniël de Jong      | 1–7            |
| Manor MP Motorsport     | 33  | Chris van der Drift | 1–6            |
| Euronova Racing         | 12  | Sergei Sirotkin     | 1–7            |
| Euronova Racing         | 14  | Antonio Spavone     | 1–5            |
| Euronova Racing         | 14  | Sergio Campana      | 6              |
| Euronova Racing         | 14  | Kōtarō Sakurai      | 7              |
| MLR71 Racing Team       | 05  | Sergio Campana      | 1–5            |
| MLR71 Racing Team       | 05  | Giacomo Ricci       | 7              |
| MLR71 Racing Team       | 71  | Michele La Rosa     | 1–7            |
| Virtuosi Racing UK      | 06  | Matteo Beretta      | 1              |
| Virtuosi Racing UK      | 06  | Sten Pentus         | 2              |
| Virtuosi Racing UK      | 06  | Francesco Dracone   | 3–7            |
| Virtuosi Racing UK      | 07  | Pål Varhaug         | 1–7            |
| Zele Racing             | 08  | Giacomo Ricci       | 1, 3           |
| Zele Racing             | 08  | Matteo Beretta      | 2              |
| Zele Racing             | 08  | Sten Pentus         | 4, 5           |
| Zele Racing             | 08  | Sergio Campana      | 7              |
| Zele Racing             | 09  | Peter Milavec       | 2              |
| Zele Racing             | 09  | Juan Carlos Sistos  | 5              |
| Zele Racing             | 09  | Antonio Pizzonia    | 7              |

### Änderungen bei den Fahrern
Die folgende Auflistung enthält alle Fahrer, die an der Auto-GP-Saison 2011 teilgenommen haben und in der Saison 2012 nicht für dasselbe Team wie 2011 starteten.
Fahrer, die ihr Team gewechselt haben:
- Giuseppe Cipriani: Griffitz Durango → Campos Racing
- Francesco Dracone: Ombra Racing → Virtuosi Racing UK

Fahrer, die in die Auto GP World Series einsteigen bzw. zurückkehrten:
- Matteo Beretta: European F3 Open (RP Motorsport) → Virtuosi Racing UK
- Sergio Campana: Italienische Formel-3-Meisterschaft (BVM – Target Racing) → MLR71 Racing Team
- Yann Cunha: Britische Formel-3-Meisterschaft (T-Sport) → Ombra Racing
- Chris van der Drift: Formel Renault 3.5 (Mofaz Racing) → Manor MP Motorsport
- Adderly Fong: Britische Formel-3-Meisterschaft (Sino Vision Racing) → Ombra Racing
- Víctor Guerin: Italienische Formel-3-Meisterschaft (Lucidi Motors) → SuperNova International
- Pippa Mann: IndyCar Series (Rahal Letterman Lanigan Racing) → Campos Racing
- Peter Milavec: EuroBOSS Series (Zele Racing) → Zele Racing
- Sten Pentus: Formel Renault 3.5 (EPIC Racing) → Virtuosi Racing UK
- Antonio Pizzonia: Superleague Formula (Alan Docking Racing) → Ombra Racing
- Adrian Quaife-Hobbs: GP3-Serie (Marussia Manor Racing) → SuperNova International
- Facu Regalía: Italienische Formel-3-Meisterschaft (Arco Motorsport) → Campos Racing
- Giacomo Ricci: Auszeit → Zele Racing
- Kōtarō Sakurai: Britische Formel-3-Meisterschaft (Hitech Racing) → Euronova Racing
- Giancarlo Serenelli: LATAM Challenge Series (Re Racing) → Ombra Racing
- Sergei Sirotkin: Formel Abarth (Euronova Racing by Fortec) → Euronova Racing
- Juan Carlos Sistos: European F3 Open (Emiliodevillota Motorsport) → Zele Racing
- Max Snegirjow: FIA-Formel-2-Meisterschaft → Campos Racing
- Antonio Spavone: Formel Abarth (JD Motorsport) → Euronova Racing
- Rafael Suzuki: Auszeit → Ombra Racing
- Pål Varhaug: GP2-Serie (DAMS) → Virtuosi Racing UK

Fahrer, die die Auto GP World Series verlassen haben:
- Sergei Afanassjew: DAMS → FIA-GT1-Weltmeisterschaft (Valmon Racing Team Russia)
- Samuele Buttarelli: TP Formula → FIA-Formel-2-Meisterschaft
- Kevin Ceccon: Ombra Racing → GP3-Serie (Ocean Racing Technology)
- Fabrizio Crestani: Lazarus → GP2-Serie (Venezuela GP Lazarus)
- Pasquale Di Sabatino: TP Formula → WTCC (bamboo-engineering)
- Luca Filippi: SuperNova → GP2 Serie (Scuderia Coloni)
- Rodolfo González: Campos Racing → GP2-Serie (Caterham Racing)
- Rio Haryanto: DAMS → GP2-Serie (Carlin)
- Kevin Korjus: DAMS → Formel Renault 3.5 (Tech 1 Racing)
- Jon Lancaster: SuperNova → GP2-Serie (Ocean Racing Technology)
- Fabio Onidi: Lazarus → GP2-Serie (Scuderia Coloni)
- Adrien Tambay: Campos Racing → DTM (Abt Sportsline)
- Giovanni Venturini: Griffitz Durango → Formel Renault 3.5 (BVM Target)

Fahrer, die noch keinen Vertrag für ein Renncockpit 2012 besitzen:
| - Marco Barba - Stefano Bizzarri | - Adrián Campos jr. - Adam Carroll | - Bruno Méndez - Adrian Zaugg |

### Änderungen bei den Teams
- Der Rennfahrer und Geschäftsmann Michele La Rosa stieg 2012 mit seinem eigenen Team, dem MLR71 Racing Team, in die Auto GP World Series ein. Der Rennstall plante den Einsatz von drei Fahrzeugen, trat jedoch nur mit zwei Fahrern an.[31]
- Das neu gegründete britische Team Virtuosi Racing UK nahm 2012 erstmals an der Auto GP World Series teil.[23] Der Rennstall wurde von dem Unternehmer Declan Lohan gegründet. Die Leitung des Teams übernehmen Andy Roche and Paul Devlin. Roche ist seit über 20 Jahren im Motorsport aktiv und war zuletzt technischer Direktor bei Super Nova Racing in der GP2-Serie. Er arbeitete schon zu Formel-3000-Zeiten für das Team und gewann in der Zeit mit mehreren Fahrern den Meistertitel. Devlin war in den letzten sieben Jahren ebenfalls bei Super Nova und war dort zuletzt Chefmechaniker. Diese Position übernimmt er auch bei Virtuosi UK.[32]
- Der österreichische Rennstall Zele Racing kehrte 2012 in die Auto GP World Series zurück. Der Rennstall war bereits 2004 in der Rennserie aktiv.
- Euronova Racing, der Rennstall des ehemaligen Rennfahrers Vincenzo Sospiri kehrte 2012 in die Auto GP World Series zurück. Euronova Racing war bereits 2010 in der Auto GP am Start.[18]
- DAMS, das Meisterteam der Vorsaison, trat 2012 nicht mehr in der Auto GP World Series an. Darüber hinaus waren TP Formula, Lazarus und Griffitz Durango nicht mehr am Start.

### Änderungen während der Saison
- Matteo Beretta wechselte nach dem ersten Rennwochenende von Virtuosi Racing UK zu Zele Racing.
- Sten Pentus startete zunächst für Virtuosi Racing UK und anschließend für Zele Racing.
- Sergio Campana wechselte zum sechsten Rennwochenende vom MLR71 Racing Team zu Euronova Racing und anschließend für die siebte Veranstaltung zu Zele Racing.
- Antonio Spavone verließ Euronova Racing nach dem fünften Rennwochenende und kehrte zum siebten Rennwochenende zu Ombra Racing zurück.
- Antonio Pizzonia wechselte nach dem sechsten Rennwochenende von Ombra Racing zu Zele Racing.
- Giacomo Ricci bestritt das erste und dritte Rennwochenende für Zele Racing und das siebte für das MLR71 Racing Team.

## Rennkalender
In der Saison 2012 trug die Auto GP World Series auch Rennen auf dem amerikanischen Doppelkontinent sowie in Afrika aus und hatte damit erstmals Veranstaltungen außerhalb Europas. Die Auto GP World Series trat auf dem Circuit International Automobile Moulay el Hassan in Marrakesch, Marokko an und war damit 2012 die einzige internationale Monoposto-Serie, die ein Rennen in Afrika veranstaltete. In den Vereinigten Staaten startete die Auto GP World Series auf dem Sonoma Raceway in Sonoma, auf dem 2012 auch Veranstaltungen der IndyCar Series und des NASCAR Sprint Cups stattfanden. In Brasilien wurde ein Rennen auf dem Autódromo Internacional de Curitiba in Curitiba ausgetragen.
Zudem kam der Autódromo Internacional do Algarve in Portimão, Portugal in den Rennkalender. Alle Veranstaltungen fanden zusammen mit der Tourenwagen-Weltmeisterschaft statt.
Das tschechische Rennen im Automotodrom Brno, das britische Rennen im Donington Park, das deutsche Rennen in der Motorsport Arena Oschersleben sowie das italienische Rennen im Autodromo Internazionale del Mugello fanden nicht mehr statt.
| Nr. | Datum         | Rennstrecke | Sieger              | Zweiter             | Dritter             |
| --- | ------------- | ----------- | ------------------- | ------------------- | ------------------- |
| 01. | 10. März      | Monza       | Adrian Quaife-Hobbs | Pål Varhaug         | Daniël de Jong      |
| 02. | 11. März      | Monza       | Pål Varhaug         | Chris van der Drift | Adrian Quaife-Hobbs |
| 03. | 31. März      | Valencia    | Sergei Sirotkin     | Adrian Quaife-Hobbs | Pål Varhaug         |
| 04. | 01. April     | Valencia    | Adrian Quaife-Hobbs | Facu Regalía        | Sergei Sirotkin     |
| 05. | 14. April     | Marrakesch  | Sergio Campana      | Adrian Quaife-Hobbs | Pål Varhaug         |
| 06. | 15. April     | Marrakesch  | Chris van der Drift | Sergei Sirotkin     | Giacomo Ricci       |
| 07. | 05. Mai       | Mogyoród    | Adrian Quaife-Hobbs | Víctor Guerin       | Facu Regalía        |
| 08. | 06. Mai       | Mogyoród    | Pål Varhaug         | Adrian Quaife-Hobbs | Sergei Sirotkin     |
| 09. | 02. Juni      | Portimão    | Adrian Quaife-Hobbs | Pål Varhaug         | Sergei Sirotkin     |
| 10. | 03. Juni      | Portimão    | Adrian Quaife-Hobbs | Chris van der Drift | Sergei Sirotkin     |
| 11. | 21. Juli      | Curitiba    | Antonio Pizzonia    | Pål Varhaug         | Sergei Sirotkin     |
| 12. | 22. Juli      | Curitiba    | Antonio Pizzonia    | Chris van der Drift | Daniël de Jong      |
| 13. | 22. September | Sonoma      | Pål Varhaug         | Daniël de Jong      | Sergei Sirotkin     |
| 14. | 23. September | Sonoma      | Sergei Sirotkin     | Adrian Quaife-Hobbs | Sergio Campana      |

## Wertungen

### Punktesystem
Die Punkte wurden nach folgendem Schema vergeben:
| Position | 1  | 2  | 3  | 4  | 5  | 6 | 7 | 8 | 9 | 10 | PP | SR |
| -------- | -- | -- | -- | -- | -- | - | - | - | - | -- | -- | -- |
| Rennen 1 | 25 | 18 | 15 | 12 | 10 | 8 | 6 | 4 | 2 | 1  | 1  | 1  |
| Rennen 2 | 20 | 15 | 12 | 10 | 8  | 6 | 4 | 3 | 2 | 1  | –  | 1  |

### Fahrerwertung
| Pos. | Fahrer           | MON | MON | VAL | VAL | MAR | MAR | HUN | HUN | POR | POR | CUR | CUR | SON | SON | Punkte |
| ---- | ---------------- | --- | --- | --- | --- | --- | --- | --- | --- | --- | --- | --- | --- | --- | --- | ------ |
| 01   | A. Quaife‑Hobbs  | 1   | 3   | 2   | 1   | 2   | 4   | 1   | 2   | 1   | 1   | 6   | 12* | DNF | 2   | 221    |
| 02   | P. Varhaug       | 2   | 1   | 3   | 8   | 3   | 7   | 5   | 1   | 2   | DNF | 2   | 5   | 1   | 5   | 183    |
| 03   | S. Sirotkin      | 14  | 4   | 1   | 3   | 6   | 2   | 13* | 3   | 3   | 3   | 3   | 4   | 3   | 1   | 175    |
| 04   | C. van der Drift | 5   | 2   | 6   | 7   | 4   | 1   | 7   | 5   | 8   | 2   | 5   | 2   |     |     | 127    |
| 05   | D. de Jong       | 3   | DNF | 4   | 4   | 7   | DNF | 11  | 12  | 7   | 7   | 4   | 3   | 2   | 6   | 104    |
| 06   | S. Campana       | 10  | DNF | 5   | 9   | 1   | 13* | DNF | 7   | 5   | 4   | 11* | 8   | 4   | 3   | 90     |
| 07   | F. Regalia       | 4   | 9   | 7   | 2   | DNF | 10  | 3   | 10  | 6   | 5   |     |     |     |     | 68     |
| 08   | V. Guerin        | 15  | 11  | 16* | 5   | DNF | 5   | 2   | DNF | 4   | DNF |     |     |     |     | 46     |
| 09   | A. Pizzonia      |     |     |     |     |     |     |     |     |     |     | 1   | 1   | DNF | 12* | 45     |
| 10   | A. Spavone       | 8   | 5   | 9   | 11  | 8   | DNF | 8   | 8   | 11  | 9   |     |     | 8   | 4   | 41     |
| 11   | G. Ricci         | 6   | DNF |     |     | 5   | 3   |     |     |     |     |     |     | 5   | 11* | 40     |
| 12   | G. Serenelli     | 9   | 8   | 11  | 12  | 11  | 11* | 4   | 9   | 10  | 6   |     |     | 6   | DNF | 34     |
| 13   | M. Snegirjow     | 7   | 6   | 8   | 6   | 13  | DNF | DNF | 11  | 12  | 8   | 10* | 7   | DNF | 7   | 34     |
| 14   | G. Cipriani      | 11  | 10  | 12  | 14  | DNF | 9   | 6   | 6   | DNF | DNF | DNF | 10  | DNF | DNF | 18     |
| 15   | S. Pentus        |     |     | 10  | 10  |     |     | 9   | 4   | DNF | DNF |     |     |     |     | 14     |
| 16   | F. Dracone       |     |     |     |     | 10  | 8   | 10  | 14  | 13  | 10  | 8   | 9   | DNF | 9   | 14     |
| 17   | R. Suzuki        |     |     |     |     |     |     |     |     |     |     | 7   | 6   |     |     | 12     |
| 18   | Y. Cunha         |     |     | 13  | DNF | 9   | 6   |     |     |     |     |     |     |     |     | 8      |
| 19   | K. Sakurai       |     |     |     |     |     |     |     |     |     |     |     |     | 7   | DNF | 6      |
| 20   | P. Mann          |     |     |     |     |     |     |     |     |     |     |     |     | 9   | 8   | 5      |
| 21   | A. Fong          | 13  | 7   |     |     |     |     | DNF | 13  |     |     |     |     |     |     | 4      |
| 22   | M. La Rosa       | 12  | 12  | 14  | 15  | 12  | 12* | 12  | DNF | DNS | 11  | 9   | 11  | 10  | 10  | 4      |
| 23   | J. Sistos        |     |     |     |     |     |     |     |     | 9   | DNF |     |     |     |     | 2      |
| 24   | M. Beretta       | DNS | 15* | 17* | 13  |     |     |     |     |     |     |     |     |     |     | 0      |
| 25   | P. Milavec       |     |     | 15  | 16  |     |     |     |     |     |     |     |     |     |     | 0      |
| Pos. | Fahrer           | MON | MON | VAL | VAL | MAR | MAR | HUN | HUN | POR | POR | CUR | CUR | SON | SON | Punkte |

| Farbe                        | Bedeutung                               | Bedeutung |
| ---------------------------- | --------------------------------------- | --- |
| Gold                         | Sieger                                  | Sieger |
| Silber                       | 2. Platz                                | 2. Platz |
| Bronze                       | 3. Platz                                | 3. Platz |
| Grün                         | Platzierung in den Punkten              | Platzierung in den Punkten |
| Blau                         | Klassifiziert außerhalb der Punkteränge | Klassifiziert außerhalb der Punkteränge                                                                                         |
| Violett                      | Rennen nicht beendet (DNF)              | Rennen nicht beendet (DNF) |
| Violett                      | nicht klassifiziert (NC)                | |
| Rot                          | nicht qualifiziert (DNQ)                | nicht qualifiziert (DNQ) |
| Schwarz                      | disqualifiziert (DSQ)                   | disqualifiziert (DSQ) |
| Weiß                         | nicht am Start (DNS)                    | nicht am Start (DNS) |
| Weiß                         | zurückgezogen (WD)                      | |
| Weiß                         | Rennen abgesagt (C)                     | |
| Blanko                       | nicht teilgenommen                      | nicht teilgenommen |
| Blanko                       | verletzt oder krank (INJ)               | |
| Blanko                       | ausgeschlossen (EX)                     | |
| sonstige Formate und Zeichen | P/fett                                  | Pole-Position |
| sonstige Formate und Zeichen | kursiv                                  | Schnellste Rennrunde (in der GP2-Serie/FIA-Formel-2-Meisterschaft ab 2008 für die schnellste Rennrunde der besten zehn Piloten) |
| sonstige Formate und Zeichen | *                                       | nicht im Ziel, aufgrund der zurückgelegten Distanz aber gewertet                                                                |
| sonstige Formate und Zeichen | unterstrichen                           | Führender in der Gesamtwertung                                                                                                  |

### U21-Fahrerwertung
| Pos. | Fahrer          | MON | MON | VAL | VAL | MAR | MAR | HUN | HUN | POR | POR | CUR | CUR | SON | SON | Punkte |
| ---- | --------------- | --- | --- | --- | --- | --- | --- | --- | --- | --- | --- | --- | --- | --- | --- | ------ |
| 01   | A. Quaife‑Hobbs | 1   | 3   | 2   | 1   | 2   | 4   | 1   | 2   | 1   | 1   | 6   | 12* | DNF | 2   | 240    |
| 02   | S. Sirotkin     | 14  | 4   | 1   | 3   | 6   | 2   | 13* | 3   | 3   | 3   | 3   | 4   | 3   | 1   | 216    |
| 03   | P. Varhaug      | 2   | 1   | 3   | 8   | 3   | 7   | 5   | 1   | 2   | DNF | 2   | 5   | 1   | 5   | 207    |
| 04   | D. de Jong      | 3   | DNF | 4   | 4   | 7   | DNF | 11  | 12  | 7   | 7   | 4   | 3   | 2   | 6   | 137    |
| 05   | F. Regalia      | 4   | 9   | 7   | 2   | DNF | 10  | 3   | 10  | 6   | 5   |     |     |     |     | 96     |
| 06   | A. Spavone      | 8   | 5   | 9   | 11  | 8   | DNF | 8   | 8   | 11  | 9   |     |     | 8   | 4   | 96     |
| 07   | V. Guerin       | 15  | 11  | 16* | 5   | DNF | 5   | 2   | DNF | 4   | DNF |     |     |     |     | 66     |
| 08   | Y. Cunha        |     |     | 13  | DNF | 9   | 6   |     |     |     |     |     |     |     |     | 24     |
| 09   | K. Sakurai      |     |     |     |     |     |     |     |     |     |     |     |     | 7   | DNF | 12     |
| 10   | M. Beretta      | DNS | 15* | 17* | 13  |     |     |     |     |     |     |     |     |     |     | 9      |
| 11   | J. Sistos       |     |     |     |     |     |     |     |     | 9   | DNF |     |     |     |     | 6      |
| Pos. | Fahrer          | MON | MON | VAL | VAL | MAR | MAR | HUN | HUN | POR | POR | CUR | CUR | SON | SON | Punkte |

- Daniël de Jong wurde im ersten Rennen in Mogyoród nicht für diese Wertung gewertet.
- Adrian Quaife-Hobbs wurde im zweiten Rennen in Curitiba nicht für diese Wertung gewertet.

### Teamwertung
| Pos. | Team                    | MON | MON | VAL | VAL | MAR | MAR | HUN | HUN | POR | POR | CUR | CUR | SON | SON | Punkte |
| ---- | ----------------------- | --- | --- | --- | --- | --- | --- | --- | --- | --- | --- | --- | --- | --- | --- | ------ |
| 1    | SuperNova International | 1   | 3   | 2   | 1   | 2   | 4   | 1   | 2   | 1   | 1   | 6   | 12* | DNF | 2   | 267    |
| 1    | SuperNova International | 15  | 11  | 16* | 5   | DNF | 5   | 2   | DNF | 4   | DNF |     |     |     |     | 267    |
| 2    | Manor MP Motorsport     | 3   | 2   | 4   | 4   | 4   | 1   | 7   | 5   | 6   | 2   | 4   | 2   | 2   | 6   | 231    |
| 2    | Manor MP Motorsport     | 5   | DNF | 6   | 7   | 7   | DNF | 11  | 12  | 7   | 7   | 5   | 3   |     |     | 231    |
| 3    | Euronova Racing         | 8   | 4   | 1   | 3   | 6   | 2   | 8   | 3   | 3   | 3   | 3   | 8   | 3   | 1   | 197    |
| 3    | Euronova Racing         | 14  | 5   | 9   | 11  | 8   | DNF | 13* | 8   | 11  | 9   | 11* | 4   | 7   | DNF | 197    |
| 4    | Virtuosi Racing UK      | 2   | 1   | 3   | 8   | 3   | 7   | 5   | 1   | 2   | 10  | 2   | 5   | 1   | 5   | 192    |
| 4    | Virtuosi Racing UK      | DNS | 15* | 10  | 10  | 10  | 8   | 10  | 14  | 13  | DNF | 8   | 9   | DNF | 9   | 192    |
| 5    | Campos Racing           | 4   | 6   | 7   | 2   | 13  | 9   | 3   | 6   | 6   | 5   | 10* | 7   | 9   | 7   | 124    |
| 5    | Campos Racing           | 7   | 9   | 8   | 6   | DNF | 10  | 6   | 10  | 12  | 8   | DNF | 10  | DNF | 8   | 124    |
| 6    | Ombra Racing            | 9   | 7   | 11  | 12  | 9   | 6   | 4   | 9   | 10  | 6   | 1   | 1   | 6   | 4   | 117    |
| 6    | Ombra Racing            | 13  | 8   | 13  | DNF | 11  | 11* | DNF | 13  |     |     | 7   | 6   | 8   | DNF | 117    |
| 7    | MLR71 Racing Team       | 10  | 12  | 5   | 9   | 1   | 12* | 12  | 7   | 5   | 4   | 9   | 11  | 5   | 10  | 75     |
| 7    | MLR71 Racing Team       | 12  | DNF | 14  | 15  | 12  | 13* | DNF | DNF | DNS | 11  |     |     | 10  | 11  | 75     |
| 8    | Zele Racing             | 6   | DNF | 15  | 13  | 5   | 3   | 9   | 4   | 9   | DNF |     |     | 4   | 3   | 68     |
| 8    | Zele Racing             |     |     | 17* | 16  |     |     |     |     | DNF | DNF |     |     | DNF | 12  | 68     |
| Pos. | Team                    | MON | MON | VAL | VAL | MAR | MAR | HUN | HUN | POR | POR | CUR | CUR | SON | SON | Punkte |

- Das von Francesco Dracone gefahrene Fahrzeug von Virtuosi Racing UK ging nicht in die Wertung des ersten Rennens in Marrakesch ein.
- Das von Antonio Spavone gefahrene Fahrzeug von Euronova Racing ging nicht in die Wertung des zweiten Rennens in Portimão ein.
- Beim ersten Rennen in Curitiba ging das von Francesco Dracone gefahrene Fahrzeug von Virtuosi Racing UK sowie das MLR71 Racing Team nicht in die Wertung ein.
- Das von Sergei Sirotkin gefahrene Fahrzeug von Euronova Racing ging nicht in die Wertung des zweiten Rennens in Curitiba ein.
- Euronova Racing wurden zwei Punkte abgezogen.